# Tenchu 2: Birth of the Stealth Assassins
Tenchu 2: Birth of the Stealth Assassins (яп. 立体忍者活劇 天誅 弐 Риттай ниндзя кацугэки тэнтю: 2, рус. Тэнтю 2: Рождение невидимых убийц) — видеоигра в жанре стелс-экшен от третьего лица, разработанная компанией ACQUIRE Corp и вышедшая эксклюзивно на PlayStation. Вторая игра в серии Tenchu, которая продолжает знакомить пользователя с историей клана Адзума в антураже средневековой Японии. В новой серии показаны события предшествующие тем, что произошли в первой части. Activision выпустила игру 7 августа 2000 года на территории Северной Америки и 8 сентября 2000 года в Европе, японский релиз состоялся 30 ноября 2000 года издателем выступала компания-разработчик Acquire.

## Игровой процесс
Игроку для прохождения 29 сюжетных миссий предлагается на выбор три персонажа, каждый из которых обладает своим уникальным оружием. Это Рикимару и Аямэ, присутствовавшие в первой части, а также новый главный герой по имени Тацумару со специфической боевой системой, семь миссий которого открываются в качестве бонуса после прохождения основной игры.
В Tenchu 2 появилась возможность выполнять как дневные, так и ночные миссии. Был добавлен 21 способ незаметного умерщвления врагов, в том числе с помощью ударов кулаками и ногами (Тацумару). Персонажи после свершения правосудия получили возможность убрать оружие в ножны, что ускоряло передвижение в пределах локации. Для более эффективного выполнения стелс-операций разработчиками была добавлена возможность перемещения под водой, где ниндзя мог затаиться и наблюдать за перемещением противника в течение длительного времени, используя для дыхания трубочку из тростника, правда при нападении из такого положения тело врага с плеском падало в воду, поднимая тревогу на уровне, а также присутствовал риск быть атакованным акулой.
Была добавлена возможность обыскивать тела поверженных врагов, перетаскивать их и прятать в укромных местах; это необходимо для того, чтобы незаметно проходить миссии, так как вражеские охранники, заметив мёртвого собрата, начинали прочесывать локацию в поисках убийцы.
Для приквела был создан уникальный сценарий, где в отличие от первой части герои получали разные задачи, после выполнения которых игроку демонстрировались клипы, в которых открывались все новые и новые подробности истории Дома Года из первой части, такие например как причины гибели жены лорда Годы, леди Кэй или откуда появился шрам на лице Рикимару. Полную картину игровых событий можно раскрыть для себя только после прохождения сюжетной линии всеми тремя персонажами.
Одна из наиболее известных особенностей игры - это встроенный редактор миссий. Он дает игроку возможность создавать собственные локации, расставляя здания и предметы пейзажа, планировать маршруты патрулирования для неигровых персонажей, количество которых ограничивалось 30 единицами на уровень, и многое другое. Интерфейс редактора интуитивно понятен, что позволило ему завоевать популярность в странах запада и подтолкнуло сообщество поклонников к проведению турнира на территории Северной Америки, в процессе которого выбирались лучшие миссии, созданные игроками.

## Оценки
| Сводный рейтинг | Сводный рейтинг |
| Агрегатор       | Оценка          |
| --------------- | --------------- |
| GameRankings    | 78,59 %         |

Metacritic - 77/100